# Digital Audio Stationary Head
Digital Audio Stationary Head или DASH — цифровой формат звукозаписи на катушечную ленту предложенный фирмой Sony в 1982 году для многоканальной студийной записи высокого качества и мастеринга, как альтернатива аналоговых методов записи. DASH допускает двухканальную запись на четверть-дюймовую ленту (6,35 мм) и 24- или 48-дорожечную запись на полудюймовую (12,7 мм) катушечную ленту. Данные записываются линейно вдоль ленты неподвижной магнитной головкой, как на аналоговых многодорожечных магнитофонах (в отличие от записи на кассету с вращающимися головками, как в формате DAT). Звуковые данные кодируются линейной ИКМ с коррекцией ошибок циклическим избыточным кодом.

## Технические характеристики
- Используется металлопорошковая полудюймовая (12,7 мм) лента для 24 или 48 каналов записи, или четверть-дюймовая (6,35 мм) — для двухканальной записи.
- Разрядность записи — 16 или 24 бит (для форматов DASH-F/DASH-Plus)
- Частота дискретизации: 44056, 44100 и 48000 Гц.
- Скорость движения ленты:
  - для формата записи 16 бит/44,1 кГц — 70,01 см/с
  - для формата записи 24 бит/48 кГц — 114,30 см/с

## Развитие формата DASH
Первой моделью магнитофона DASH-формата был аппарат Sony PCM-3324. 24-дорожечный магнитофон с четырьмя дополнительными дорожками — управляющей, дорожкой данных и двумя контрольными аналоговыми звуковыми. При записи на штатную ленту в катушке диаметром 14 дюймов умещается 65 минут записи при частоте дискретизации 44,1 кГц или 60 минут — при частоте дискретизации 48 кГц.
Дальнейшим развитием формата DASH стал формат DASH-F, используемый в модели Sony PCM-3324S, 24-дорожечный магнитофон с 16-битным форматом записи. Позже фирма выпустила и модель PCM-3348 — 48-дорожечные магнитофоны, записывающие на полудюймовую ленту, что абсолютно невозможно на аналоговых магнитофонах. Это также были аппараты с 16-битной записью и всеми функциями, характерными для магнитофонов своего формата и класса.
Для записи с разрядностью 24 бита был разработан формат DASH-PLUS. Sony выпустила 48-дорожечный магнитофон PCM-3348HR формата DASH-PLUS с 24-битным разрешением. В отличие от 16-разрядной записи, на стандартную 14-дюймовую бобину умещается не час, а только 40 мин записи.
Studer также выпустил DASH-магнитофон для 24-битной записи. Это модель D827 MCH. В отличие от Sony, это 48-дорожечный аппарат для 16 бит, и 24 дорожечный — для 24 бит. Функциональные параметры магнитофона также аналогичны Sony.
До появления доступных нелинейных систем многоканальной записи на основе жестких дисков (начало-середина 2000-х), формат DASH применялся для серьёзной профессиональной работы индустриального масштаба, таких, как крупные музыкальные, телевизионные или кинематографические проекты.